# Korányi Ádám
Korányi Ádám (vagy Adam Koranyi) (Szeged, 1932. július 13. –) amerikai magyar matematikus, a Magyar Tudományos Akadémia külső tagja.

## Életútja
1950-től a szegedi József Attila Tudományegyetem hallgatója volt, itt szerezte meg matematikatanári oklevelét 1954-ben. 1954 és 1956 között az MTA Matematikai Kutatóintézetének szegedi osztályánál dolgozott tudományos segédmunkatársként. Az 1956-os forradalmat követően kivándorolt, és az Amerikai Egyesült Államokban telepedett le. 1957-től 1959-ig a Chicagói Egyetemen dolgozott gyakornokként, itt szerezte meg bölcsészdoktori oklevelét 1959-ben. 1959–1960-ban a Harvard Egyetem instruktora volt, majd 1960-tól 1964-ig a berkeleyi Kaliforniai Egyetemen, 1964–1965-ben pedig a Princetoni Egyetemen oktatott docensi címmel. 1965-től 1979-ig a New York-i Jesiva Egyetemen tanított docensként, 1968-tól egyetemi tanárként. 1979 és 1985 között a Saint Louis-i Washington Egyetem, 1985 óta pedig a New York-i Városi Egyetem Lehman College-ének matematikaprofesszora.

## Munkássága
Fő kutatási területe a harmonikus analízis és a többváltozós komplex függvénytan. Az 1960-as években Joseph Albert Wolffal közösen dolgozták ki a szimmetrikus tartományok geometriáját megalapozó Wolf–Korányi-tételt (1965). Lefektette a Cayley-transzformáció elméletét többváltozós szimmetrikus tartományban (1964). Meghatározta a harmonikus függvények tulajdonságait szimmetrikus tereken, bizonyította a K-konvergencia tételét, azaz hogy többdimenziós komplex gömbön a korlátos holomorf függvények a nem tangenciálisnál erősebb mértékben konvergálnak határfüggvényeikhez (1969).
1971-ben a szintén Amerikában élő Vági Istvánnal közösen általánosították a szinguláris integrálegyenletek elméletét homogén terekre és Lie-féle topologikus csoportokra (Korányi–Vági-tétel). Tudományos pályája későbbi szakaszában az általánosított harmonikus függvények osztályaival foglalkozott (1980), továbbá sikerrel alkalmazott kvázikonform leképezéseket a többváltozós komplex függvénytanban (1985, 1992). 2002-ben a Magyar Tudományos Akadémián elhangzott székfoglalójának címe Harmonikus függvények Riesz–Hardy-osztályai hiperbolikus Riemann-tereken volt.
Kötetei mellett mintegy száz tudományos publikációja jelent meg.

### Társasági tagságai és elismerései
2001-ben a Magyar Tudományos Akadémia külső tagjává választották.

## Főbb művei
- Function theory in the unit ball of cn. New York: Springer. 1969 (Walter Rudinnal)
- Analysis on symmetric cones. Oxford: Clarendon Press. 1994 (Jacques Faraut-val)
- Geometry and analysis on complex homogenous domains. Boston: Birkhäuser. 2000 (Társszerzőként)